# Czausy (stacja kolejowa)
Czausy (biał. Чавусы; ros. Чаусы) – stacja kolejowa w miejscowości Czausy, w rejonie czauskim, w obwodzie mohylewskim, na Białorusi. Położona jest na linii Osipowicze – Mohylew – Krzyczew.